# Tornus caraboboensis
Tornus caraboboensis is een slakkensoort uit de familie van de Tornidae. De wetenschappelijke naam van de soort is voor het eerst geldig gepubliceerd in 1962 door Weisbord.